# Манати Роуд (Флорида)
Манати Роуд (енгл. Manatee Road) насељено је место без административног статуса у америчкој савезној држави Флорида.

## Демографија
По попису из 2010. године број становника је 2.244, што је 307 (15,8%) становника више него 2000. године.
| Група             | 2000.         | 2010.         |
| Белци             | 1.851 (95,6%) | 2.100 (93,6%) |
| Афроамериканци    | 30 (1,5%)     | 33 (1,5%)     |
| Азијати           | 1 (0,1%)      | 9 (0,4%)      |
| Хиспаноамериканци | 33 (1,7%)     | 76 (3,4%)     |
| Укупно            | 1.937         | 2.244         |